# He Wasn't
He Wasn't è un brano musicale della cantautrice canadese Avril Lavigne, estratto come quarto singolo dal suo secondo album Under My Skin. La canzone, scritta da Avril in collaborazione con Chantal Kreviazuk, è stata pubblicata il 28 marzo 2005 per il mercato britannico, l'8 aprile per quello australiano e il 18 aprile per quello tedesco: negli Stati Uniti è stato pubblicato al suo posto Fall to Pieces, ma solo come singolo radiofonico. La canzone è stata scelta per la campagna pubblicitaria dell'Algida per tutta l'estate 2005.

## Descrizione
Si tratta di up-tempo prevalentemente pop rock che richiama un po' il sound di Sk8er Boi: è la traccia più veloce e più energica di Under My Skin.
Il brano parla di una relazione finita male tra Avril e il suo ragazzo, che non l'aveva mai fatta sentire speciale e la trattava male: lui non era proprio il tipo che la ragazza stava cercando.
He Wasn't è stato accolto sostanzialmente in maniera positiva da parte della critica: molti hanno elogiato il brano per la sua sonorità orecchiabile, la forte carica pop che trasmette dal primo ascolto, definendolo il brano più vicino allo spirito e al sound del precedente Let Go; alcuni invece hanno criticato il testo per la sua scarsa profondità.

## Video
Il video è stato diretto dai fratelli The Malloys che avevano già lavorato con la cantante nel video di Complicated. Le riprese si sono svolte a New York il 13 dicembre 2004 mentre il videoclip è stato pubblicato il 21 febbraio 2005.
Nel video si vede Avril suonare con la sua band in una stanza completamente bianca; si alternano poi delle scene che ritraggono la cantante ballare prima vestita da fata (indossando guanti bianchi, una gonna rosa, una bacchetta magica) e poi vestita da diavoletto (con le corna in testa). Si scopre che Avril e la sua band stanno girando un video: ad un certo punto la band smette di suonare, esce dalla stanza e comincia a lanciarsi cibo addosso e a giocare con degli idranti, con grande costernazione da parte dei produttori (uno dei quali è interpretato di nuovo da Avril con i capelli castani) che li invitano a tornare dentro. Avril poi si ribella e butta giù la porta della stanza; insieme alla band distruggono gli strumenti lanciandoli contro la parete, da dove poi vengono fuori schizzi di vernice rosa, tutto sotto gli occhi increduli dei produttori. Il video termina con Avril, ormai tutto sporca di rosa, che fa una spaccata per terra e lancia la chitarra verso la parete.
In un'intervista rilasciata pochi giorni dopo le riprese del video, Avril afferma che, dopo le scene in cui usciva la vernice rosa dalle pareti, i suoi capelli erano ancora rosa e ha dovuto tingerli di nuovo perché nei giorni successivi aveva in programma un servizio fotografico per la rivista Cosmopolitan.

## Tracce
CD singolo (Australia)
1. He Wasn't – 2:59
2. He Wasn't (versione live) – 3:12
3. He Wasn't (versione acustica) – 3:16
4. He Wasn't (video)

CD singolo (Regno Unito)
1. He Wasn't – 2:59
2. He Wasn't (versione live) – 3:12
3. He Wasn't (video)
4. Video Diary + Contenuti speciali

CD singolo (Francia)
1. He Wasn't – 2:59
2. He Wasn't (versione live) – 3:12

## Classifiche
| Classifica (2005) | Posizione massima |
| ----------------- | ----------------- |
| Australia         | 25                |
| Austria           | 35                |
| Belgio (Fiandre)  | 52                |
| Belgio (Vallonia) | 42                |
| Europa            | 68                |
| Germania          | 29                |
| Irlanda           | 35                |
| Nuova Zelanda     | 38                |
| Paesi Bassi       | 99                |
| Regno Unito       | 23                |
| Svizzera          | 43                |